# Small Jam
Small Jam ist ein Reggae-Duo von den Salomonen. Sie veröffentlichten 2017 den 2021 populären Sommer-Hit Iko Iko zusammen mit Justin Wellington.

## Bandgeschichte
Small Jam gründeten sich 2011 um Mosten Hani (auch: Kat/Mossa) von DMP und Heston Kiu (auch Jiu Kiu) von Onetox als Duo mit Begleitgruppe. Das Duo mischt Reggae-Beats mit der traditionellen Musik der Salomonen.
Die Band veröffentlichte mehrere Singles und 2014 das Album I Won’t Give Up über Mangrove Productions.
2021 wurde der bereits 2017 zusammen mit Justin Wellington veröffentlichte Coversong Iko Iko, im Original von James Crawford 1953, zu einem Sommerhit. Durch eine Tanz-Challenge auf TikTok wurde der Song populär.

## Diskografie

### Alben
- 2014: I Won’t Give Up (Mangrove Productions)

### Singles
- 2017: Iko Iko (mit Justin Wellington)
- 2018: Mingling
- 2020: Za Lame
- 2021: Vinari Seu
- 2021: Player

## Auszeichnungen für Musikverkäufe
| Goldene Schallplatte - Belgien - 2022: für die Single Iko Iko - Portugal - 2021: für die Single Iko Iko Platin-Schallplatte - Dänemark - 2023: für die Single Iko Iko - Polen - 2022: für die Single Iko Iko | 2× Platin-Schallplatte - Italien - 2021: für die Single Iko Iko Diamantene Schallplatte - Frankreich - 2022: für die Single Iko Iko |

Anmerkung: Auszeichnungen in Ländern aus den Charttabellen bzw. Chartboxen sind in ebendiesen zu finden.
| Land/RegionAuszeichnungen für Musikverkäufe (Land/Region, Auszeichnungen, Verkäufe, Quellen) | Gold     | Platin     | Diamant  | Verkäufe | Quellen           |
| -------------------------------------------------------------------------------------------- | -------- | ---------- | -------- | -------- | ----------------- |
| Belgien (BRMA)                                                                               | Gold1    | —          | —        | 20.000   | ultratop.be       |
| Dänemark (IFPI)                                                                              | —        | Platin1    | —        | 90.000   | ifpi.dk           |
| Deutschland (BVMI)                                                                           | Gold1    | —          | —        | 200.000  | musikindustrie.de |
| Frankreich (SNEP)                                                                            | —        | —          | Diamant1 | 333.333  | snepmusique.com   |
| Italien (FIMI)                                                                               | —        | 2× Platin2 | —        | 140.000  | fimi.it           |
| Österreich (IFPI)                                                                            | —        | 2× Platin2 | —        | 60.000   | ifpi.at           |
| Polen (ZPAV)                                                                                 | —        | Platin1    | —        | 50.000   | olis.pl           |
| Portugal (AFP)                                                                               | Gold1    | —          | —        | 5.000    | Einzelnachweise   |
| Schweiz (IFPI)                                                                               | —        | Platin1    | —        | 20.000   | hitparade.ch      |
| Insgesamt                                                                                    | 3× Gold3 | 7× Platin7 | Diamant1 |          |                   |